# Danzig II: Lucifuge
Danzig II: Lucifuge är det andra studioalbumet av den amerikanska hårdrocksgruppen Danzig. Albumet släpptes i juni 1990 på skivbolaget Def American, och anses vara bandets mest bluesinspirerade skiva. Vecklar man ut cd-konvolutet helt blir det ett uppochnedvänt kors.

## Låtlista
1. "Long Way Back from Hell" - 4:23
2. "Snakes of Christ" - 4:34
3. "Killer Wolf" - 3:59
4. "Tired of Being Alive" - 4:04
5. "I'm the One" - 3:21
6. "Her Black Wings" - 4:48
7. "Devil's Plaything" - 4:13
8. "777" - 5:40
9. "Blood and Tears" - 4:20
10. "Girl" - 4:12
11. "Pain in the World" - 5:52

## Musiker
- Glenn Danzig - sång
- Eerie Von - bas
- John Christ - gitarr
- Chuck Biscuits - trummor